# Рябець Михайло Михайлович
Михайло Михайлович Рябець (6 жовтня 1959, с. Пилипець Міжгірського району Закарпатської області) — український юрист, голова Центральної виборчої комісії (1997–2004), заслужений юрист України.

## Життєпис
У 1975–1977 колгоспник (колгосп імені Леніна села Пилипець).
Закінчив історичний факультет Ужгородського державного університету (1977–1982). Працював в Ужгородському університеті на посадах заступника директора (березень — липень 1982), директора студентського містечка (1982–1986), голови профкому (1986–1989), старшого юрисконсульта (1989–1992), одночасно старший викладач (1988–1994).
Отримав другу вищу освіту, закінчив юридичний факультет Львівського державного університету (1984–1989).
Завідувач юридичним відділом Закарпатської обласної державної адміністрації (червень 1992 — вересень 1994). З 1994 до 1996 року працював начальником управління юстиції у Закарпатській області.
У 1994 році обраний народним депутатом України від Свалявського виборчого округу № 173. У Верховній Раді України входив до складу депутатської групи Михайла Сироти «Конституційний центр», працював членом Комітету з питань правової політики і судово-правової реформи.
У 1997–2004 — голова Центральної виборчої комісії.
З 12 липня 2004 по лютий 2005 та з листопада 2006 по 19 грудня 2007 — радник прем'єр-міністра України Віктора Януковича.
3 2014 року Михайло Михайлович є одним із засновників громадської організації «Україна без корупції».

## Звання та нагороди
Заслужений юрист України.
Нагороджений орденами «За заслуги» ІІІ, ІІ, I ступенів, князя Ярослава Мудрого V ступеня та почесною грамотою Кабінету Міністрів України.
Державний службовець 1-го рангу (жовтень 2003).

## Родина
Дружина Олена Михайлівна (1960), вчителька історії та суспільствознавства. Дочка Наталія (1990).